# Йоргованка Табаковіч
Йоргованка Табаковіч (20 березня 1960 , Вучитрн, НР Сербія, Федеративна Народна Республіка Югославія ) — сербський державний діяч, керуючий Центрального банку Сербії з 2012 року.

## Біографія
Йоргованка Табаковіч народилася 21 березня 1960 року у Вучитрні, в Югославії (нині — Косово). У 1977 році закінчила середню школу. В тому ж році вступила на економічний факультет Приштинського університету, в 1981 році закінчила виш. З 1981 по 1989 рік була професором економічних дисциплін Середньої економічної школи Приштини. Протягом наступних двох років працювала фінансовим директором торгового дому Grmija.
З початку 1992 до 1999 року була заступником директора Приштинського банку. В 1999 році здобула ступінь магістра в Приштинському університеті. З березня 2005 року по грудень 2008 року вона була директором Департаменту з логістики, а потім працювала експерткою з економічних питань. З 2006 по 2007 рік викладала менеджмент в Новий Сад. У травні 2011 року захистила докторську дисертацію.
Шість разів обиралася депутатом Народної скупщини — тричі як кандидатка від Сербської радикальної партії з 1993 по 2000 рік, і тричі як кандидатка від Сербської прогресивної партії — з 2008 по 2012 рік. Була головою комітету з фінансів народної скупщини. З березня 1998 по жовтень 2000 року була міністром Приватизації та Економічної реконструкції Сербії.
6 серпня 2012 року була призначена управителем Народного банку Сербії, центрального банку країни, через чотири дні після дострокової відставки колишнього голови банку Деяна Шошкича. З 166 депутатів Скупщини за кандидатуру Табаковіч голоси віддав 131 депутат, 34 депутати проголосували проти, і 1 депутат не голосував.